# Rhysodesmus eunis
Rhysodesmus eunis är en mångfotingart som beskrevs av Chamberlin 1943. Rhysodesmus eunis ingår i släktet Rhysodesmus och familjen Xystodesmidae. Inga underarter finns listade i Catalogue of Life.